# Волосевич, Пётр Семёнович
Пётр Семёнович Волосе́вич (1908, Александрийский уезд, Херсонская губерния — 7 марта 1940, Ленинградская область) — красноармеец, стрелок 255-го стрелкового полка 123-й стрелковой дивизии 7-й армии Северо-Западного фронта. Участник советско-финляндской войны, Герой Советского Союза (1940, посмертно).

## Биография
Родился в 1908 году в селе Ивановка Александрийского уезда (ныне Криворожского района) в крестьянской семье. Русский.
Окончил 4 класса школы. Работал в селе.
В Красной армии с 1939 года. Участник освободительного похода советских войск в Западную Украину 1939 года, советско-финляндской войны 1939—1940 годов.
В бою за станцию Тали 7 марта 1940 года, увлекая бойцов в атаку, первым преодолел проволочные заграждения, отвесные скаты высоты и достиг вражеского дота. В этом бою погиб.
Похоронен в братской могиле № 33 на 4-м километре шоссе «Выборг—Санкт-Петербург».

## Награды
- Указом Президиума Верховного Совета СССР от 11 апреля 1940 года «за образцовое выполнение боевых заданий командования на фронте борьбы с финской белогвардейщиной и проявленные при этом отвагу и геройство» красноармейцу Волосевичу Петру Семёновичу посмертно присвоено звание Героя Советского Союза.
- орден Ленина.

## Память
- Именем Героя названа улица в городе Кривой Рог[3];
- Имя на стеле Героев в Кривом Роге.